# Sidhi
Sidhi é uma cidade e um município no distrito de Sidhi, no estado indiano de Madhya Pradesh.

## Geografia
Sidhi está localizada a 24° 25′ N, 81° 53′ L. Tem uma altitude média de 272 metros (892 pés).

## Demografia
Segundo o censo de 2001, Sidhi tinha uma população de 45 664 habitantes. Os indivíduos do sexo masculino constituem 54% da população e os do sexo feminino 46%. Sidhi tem uma taxa de literacia de 69%, superior à média nacional de 59,5%: a literacia no sexo masculino é de 77% e no sexo feminino é de 60%. Em Sidhi, 15% da população está abaixo dos 6 anos de idade.